# Live at the Hammersmith 3/3/89
Live at the Hammersmith 3/3/89 è l'unico VHS del gruppo heavy metal svizzero Celtic Frost, pubblicato da Noise Records il 14 luglio 1990.
Il brano Return to the Eve è presente nella registrazione, subito dopo Into the Crypts of Rays, ma non è indicato nella lista delle tracce.

## Tracce
1. Human (Intro) - 0:41
2. The Usurper - 4:05
3. Seduce Me Tonight - 3:01
4. Mexican Radio - 0:46
5. (Once) They Were Eagles - 3:10
6. Little Velvet - 3:33
7. Jewel Throne - 4:02
8. Juices Like Wine -	3:55
9. Cherry Orchards - 4:26
10. Petty Obsession - 4:33
11. Blood on Kisses - 3:57
12. Into the Crypts of Rays - 4:06
13. Return to the Eve - 3:54
14. Downtown Hanoi - 3:53
15. Circle of the Tyrants - 4:02
16. Roses Without Thorns - 2:38
17. Dethroned Emperor - 4:45

## Formazione
- Tom Gabriel Fischer - voce, chitarra
- Oliver Amberg - chitarra
- Curt Bryant - basso
- Steve Priestly - batteria